# Lycée Mathias
Pour les articles homonymes, voir Mathias.
Le lycée Mathias est un établissement public local d'enseignement de Chalon-sur-Saône dans la Saône-et-Loire en Bourgogne-Franche-Comté.
Son nom fait référence à Jacques Mathias, ancien conseiller à la cour d'appel de Paris (né à Chalon-sur-Saône le 4 mai 1752), personnalité ayant également donné son nom à une avenue et à une place de Chalon-sur-Saône.

## Classement du Lycée
En 2018, le lycée se classe 18e sur 20 au niveau départemental quant à la qualité d'enseignement, et 1816e au niveau national. Le classement s'établit sur trois critères : le taux de réussite au bac, la proportion d'élèves de première qui obtient le baccalauréat en ayant fait les deux dernières années de leur scolarité dans l'établissement, et la valeur ajoutée (calculée à partir de l'origine sociale des élèves, de leur âge et de leurs résultats au diplôme national du brevet).

## Offre scolaire
L'établissement est un lycée polyvalent dispensant un enseignement général, technologique et professionnel.
Il débouche sur les diplômes de fin d'études secondaires suivants :
- baccalauréat général et technologique
  - bac ES (économique et social)
  - bac L (littéraire)
  - bac S (scientifique)
  - bac STMG (sciences et techniques du management et de la gestion - ex STG)
    - spécialités au choix : gestion et finance, systèmes d’information et de gestion

  - bac ST2S (sciences et techniques de la santé et du social)
- baccalauréat professionnel (avec section européenne)
  - secrétariat
  - comptabilité

Il offre les formations post-bac suivantes :
- Filières tertiaires
  - classe préparatoire au DCG (diplôme de comptabilité et de gestion)
  - BTS comptabilité et gestion des organisations
  - BTS services informatiques aux organisations (ex informatique de gestion)
- Filières médico-sociales
  - BTS services et prestations des secteurs sanitaire et social

## Presse scolaire
- Le Lapin déchaîné (de 2009 à 2016)[6]
- Le Nouveau Lapin Déchaîné depuis 2016.

## Élèves connus
- Rachida Dati[7]

### Liens connexes
- Jacques Mathias